# Giuseppina Cattani
Giuseppina Cattani (Imola, província de Bolonya, 26 de maig de 1859 - Imola, 9 de desembre de 1914) va ser una metgessa, investigadora i professora italiana de patologia general a les universitats de Torí i Bolonya.
Dedicada a l'estudi dels bacteris, en un moment en què constituïen un repte per a la medicina, Cattani és recordada per la seva recerca sobre el bacil del tètanus. Juntament amb el seu professor, Guido Tizzoni, va fer una investigació clínica sobre conillets d'índies, identificant el que més tard es va anomenar l'antitoxina Tizzoni-Cattani, que seria la base per al tractament del tètanus. També se la recorda per ser la primera dona a obtenir el títol de professora per a la càtedra de Patologia General de la Universitat de Bolonya i també la primera a ingressar a la Societat de Medicina Quirúrgica de Bolonya.

## Biografia

### Família i educació

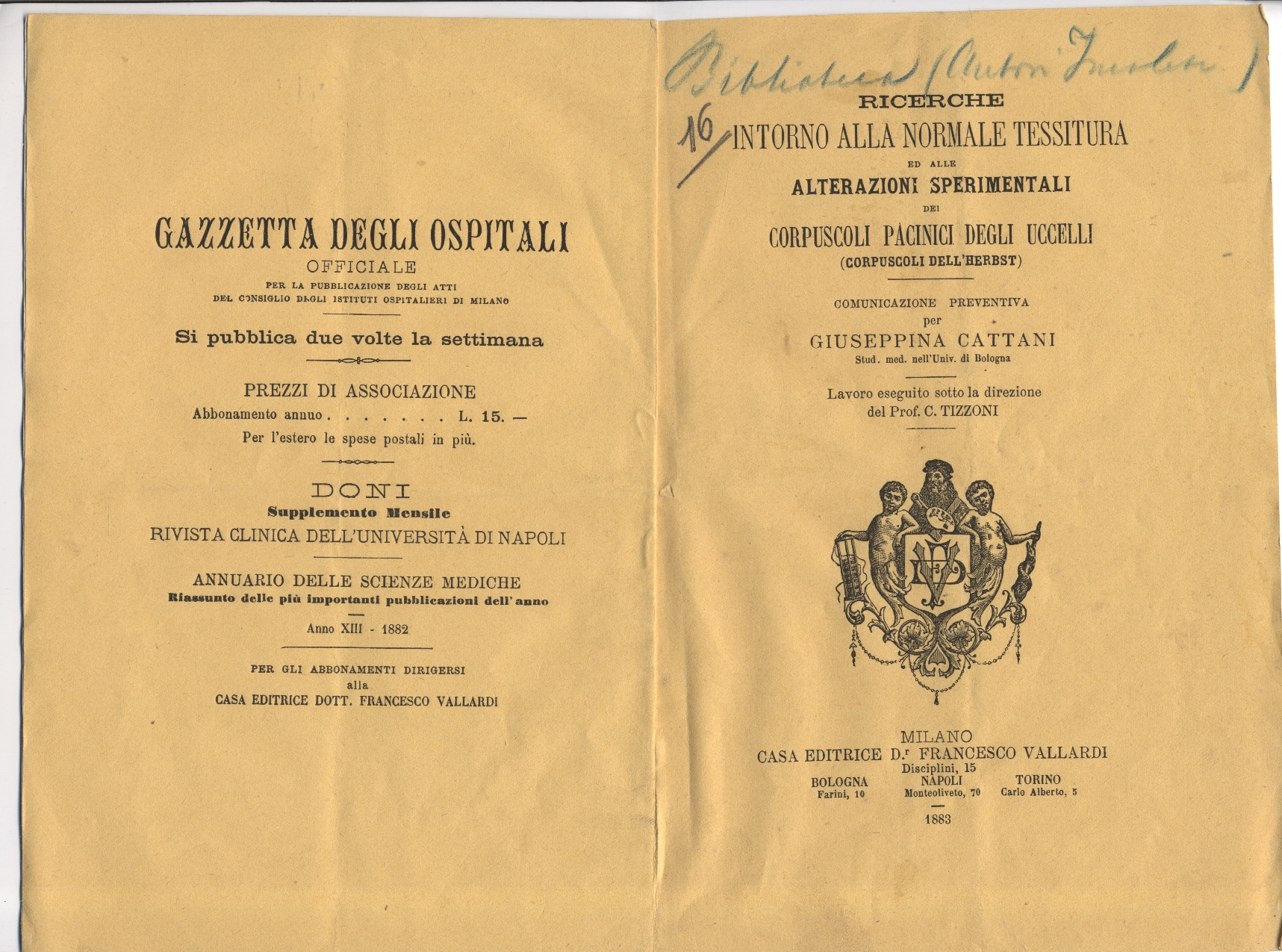
Tesi de Giuseppina Cattani, Recerca sobre la textura normal i les alteracions experimentals dels corpuscles pacínics dels ocells (corpúscles d'Herbst), 1883

Giuseppina Cattani va néixer en una família modesta, d'esperit socialista i llibertari. Primera de tres germanes, el seu pare, Tulio, treballava ocasionalment com a sastre i guàrdia de presons, la seva mare, Teresa Buratti, era llevadora. Les qualificacions de les seves butlletes posaven de manifest la pobresa cultural de la seva família: a les proves escrites de les matèries literàries amb prou feines aconseguia una nota d'aprovat, element atribuïble a l'entorn d'on procedia, on es parlava el dialecte, mentre que es redimia en les matèries científiques. Després d'estudiar a l'institut Galvani de Bolonya, i obtenir el certificat al setembre de 1878, el mateix any es va matricular a la Facultat de Medicina i Cirurgia de la Universitat de Bolonya. Va aprovar amb matrícula d'honor el curs de Patologia general del professor Guido Tizzoni, matèria que després va escollir per a la seva tesi de grau i per als estudis posteriors. Les excel·lents notes, juntament amb les males condicions materials de la família, li van permetre sol·licitar i obtenir beques. Giuseppina Cattani es va graduar amb honors el 1884, amb una tesi titulada Recerca sobre la textura normal i altres alteracions experimentals en els corpuscles pacínics dels ocells (corpúscules d'Herbst), tesi que va ser impresa i presentada (abans de la data de graduació) pel professor Giulio Bizzozero a la Reale Accademia dei Lincei, una de les acadèmies científiques més prestigioses i conegudes de l'època. El 1884 participà i guanyà el concurs per al Premi Vittorio Emanuele (atorgat per la Facultat de Medicina i Cirurgia), amb el seu estudi sobre els Corpuscles de Pacini.

### Carrera universitària

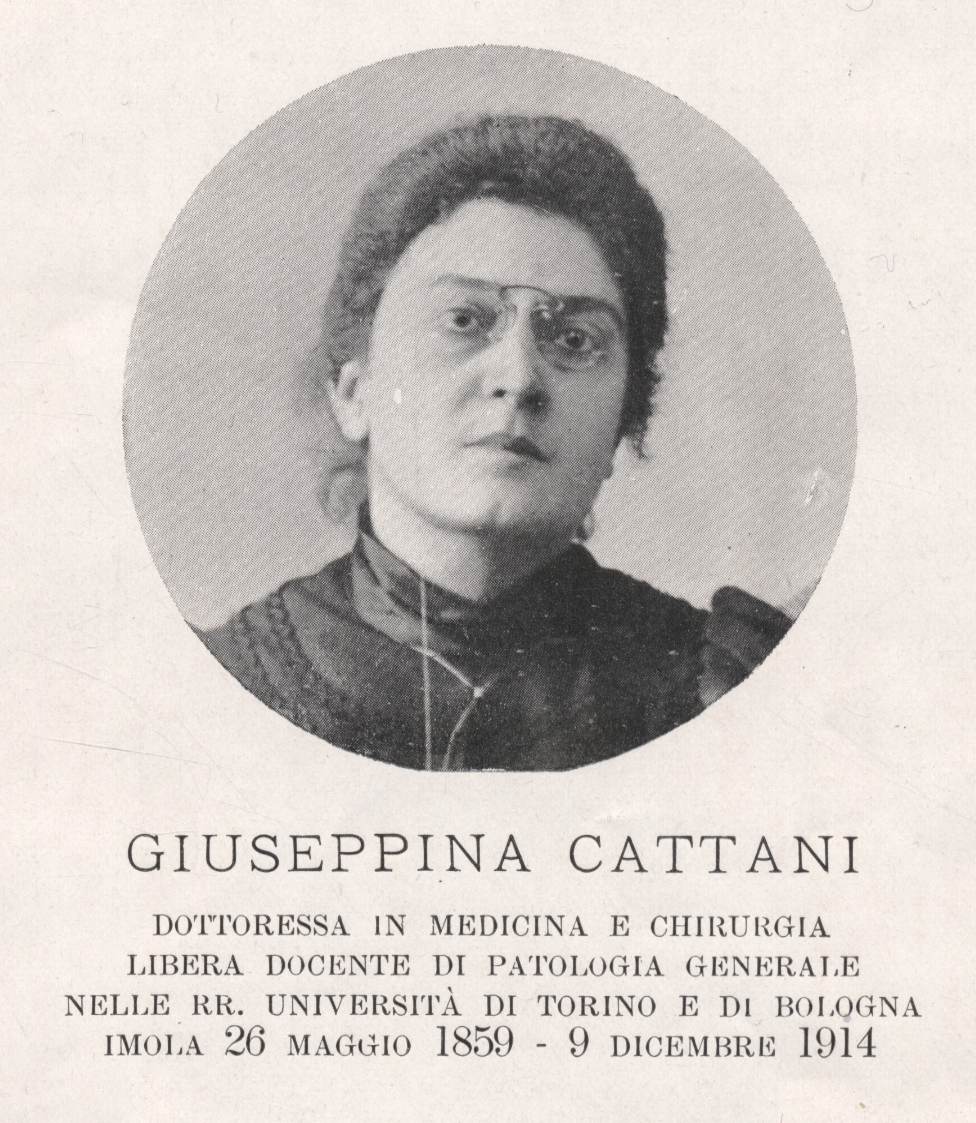
Giuseppina Cattani, professora universitària

Giuseppina Cattani va començar a col·laborar amb el professor Tizzoni quan encara era estudiant. De fet, el febrer de 1884, el Ministeri d'Educació Pública, a proposta seva, la va nomenar estudiant interina al Gabinet de Patologia. Després de la graduació, al desembre, la petició del professor Tizzoni va tornar a ser presentada al Ministeri d'Educació per a Giuseppina Cattani, aquesta vegada com a ajudant temporal retribuïda, constatada per la Declaració del Decret Llei de 25 de març de 1885. Al juny la doctora va obtenir la beca per continuar els estudis també per al curs 1886/1887. Paral·lelament, va rebre la plaça d'auxiliar al laboratori del professor Tizzoni, perquè ell mateix la considerava «l'única que podia ocupar el seu lloc en absència del director i supervisar els experiments en curs». També va participar en un concurs per guanyar beques de postgrau per a estudis a l'estranger. Molt probablement va anar a Zúric i va treballar durant dos semestres a l'institut patològic d'aquesta Universitat, dirigit aleshores pel professor Edwin Klebs. Amb només vint-i-set anys, va intentar competir per a la càtedra d'Histologia de la Universitat de Palerm, que no obtingué. També va decidir concórrer en el concurs per a la càtedra de catedràtica de patologia general de la Universitat de Parma, celebrat entre setembre i octubre de 1886, però també aquí Cattani només va assolir la cinquena posició. Ateses les qualitats indiscutibles de la doctora i els judicis inconsistents publicats per les dues comissions, les crítiques d'aquesta última no semblen objectives i profundes. Tot plegat va fer creure que els mals resultats assolits en les dues competicions eren un signe de discriminació, “normal” en aquells moments, cap al món femení. El 18 d'abril de 1886, Cattani va demanar a la Universitat de Torí els títols d'ensenyament de patologia general, que va obtenir el maig de 1887 amb un decret ministerial. Després va obtenir-ne el trasllat a la Universitat de Bolonya, amb un altre reial decret, de 15 de desembre de 1888. Arran de la publicació de l'anunci de concurs de la Càtedra de Patologia General de la Universitat de Pisa, Cattani va sol·licitar ser admesa entre els participants, adjuntant les titulacions amb què pretenia concursar. Una carta del ministre datada el 10 d'octubre de 1887 informava que Cattani no podria presentar els treballs realitzats en col·laboració amb el professor Tizzoni, ja que aquest formava part de la comissió. Arran d'aquest avís, el doctor va decidir retirar-se.

### Curs de bacteriologia
L'any 1889 Giuseppina Cattani va emprendre un curs gratuït de sis mesos de bacteriologia inserint-se completament en la direcció d'un nou i estimulant estudi. Aquesta línia de recerca havia estat inaugurada uns anys abans per Louis Pasteur i l'altre gran protagonista de la Bacteriologia, Robert Koch. L'1 de novembre de 1889 la doctora Cattani, de trenta anys, va proposar al Degà de la Facultat de Bolonya un programa per al curs 1889/90 d'«un curs gratuït, amb efectes legals, de Bacteriologia Patològica». Els temes del curs eren molt avantguardistes per a l'època i van confirmar el caràcter extremadament nou dels estudis i investigacions als quals es va dedicar Cattani, aleshores en ple desenvolupament. Com a professora autònoma, va ser convocada per formar part de la comissió d'examen d'anatomia microscòpica el 1887; el 1889 i el 1891 participà en les comissions d'examen i de grau en Necroscòpia i Medicina Quirúrgica; de 1892 a 1895 als de Psiquiatria.

## Recerca científica

### Estudis sobre el sistema nerviós perifèric
Els primers estudis als quals es va dedicar Giuseppina Cattani van referir-se al sistema nerviós perifèric (en particular l'estirament dels nervis, amb sang i sense sang). El mateix tema de la seva tesi de grau pertanyia a aquesta àrea, centrada en els corpuscles de Pacini en les aus. En la primera part d'aquest estudi va descriure l'estructura íntima dels corpuscles pacínics dels ocells, mentre que va dedicar la segona a la descripció detallada dels passos que va dur a terme per als experiments. L'estudi va acabar amb dues taules elaborades per la mateixa Giuseppina Cattani: la primera relacionada amb la histologia normal, la segona amb la histologia patològica. Entre els altres estudis aprofundits recordem la investigació Sobre l'aparell de suport de la mielina, llegida per primera vegada a Perusa l'any 1885, amb la qual Giuseppina Cattani va investigar l'existència i l'estructura de l'aparell de suport de la mielina. L'any 1880 Camillo Golgi s'havia adonat de l'existència d'aquests aparells, però Cattani creia que no es podien aconseguir resultats certs i complets amb un sol mètode, així que va experimentar amb diversos. Les principals conclusions a les quals va arribar van ser que l'aparell de suport estava format per dues beines, embuts espirals i una malla. Aquest estudi també va acabar amb figures dibuixades per Cattani que representen les fibres nervioses i les seves seccions.

### Estudis sobre el còlera
Cattani va participar en la investigació sobre el còlera durant la segona onada epidèmica dels anys vuitanta, que va ser letal en el 79% dels casos. En l'estudi del 8 de setembre de 1886 va examinar 24 persones que patien còlera asiàtic, totes presentant bacils de coma. En el segon article sobre el còlera de novembre de 1886 estudià, en col·laboració amb el doctor Tizzoni, la transmissibilitat de la malaltia asiàtica de mare a fetus; gràcies a l'oportunitat d'estudiar un fetus de cinc mesos expulsat de la mare tres dies després de l'atac de la malaltia. Així Cattani va aconseguir demostrar que la transmissió de la infecció del còlera es va produir a través de la sang i que la infecció no estava localitzada a l'intestí. A Algunes investigacions sobre la tenacitat del virus del còlera, Giuseppina Cattani, amb Guido Tizzoni, va investigar la resistència d'aquest virus a determinades temperatures i es va proposar resoldre problemes generals d'higiene. En la seva Investigació sobre la infecció del còlera determinada a través de la sang, tots dos investigadors van aconseguir demostrar que la infecció del còlera es pot obtenir a través de la sang. Aquest era el requisit previ necessari per demostrar la generalització de la infecció del còlera, un tema tractat el 1887 a Investigació experimental sobre la generalització de la infecció del còlera. Durant el període en què la ciutat de Bolonya va ser afectada per la malaltia, Cattani i Tizzoni van oferir la seva ajuda mèdica.

### Recerca sobre el tètanus

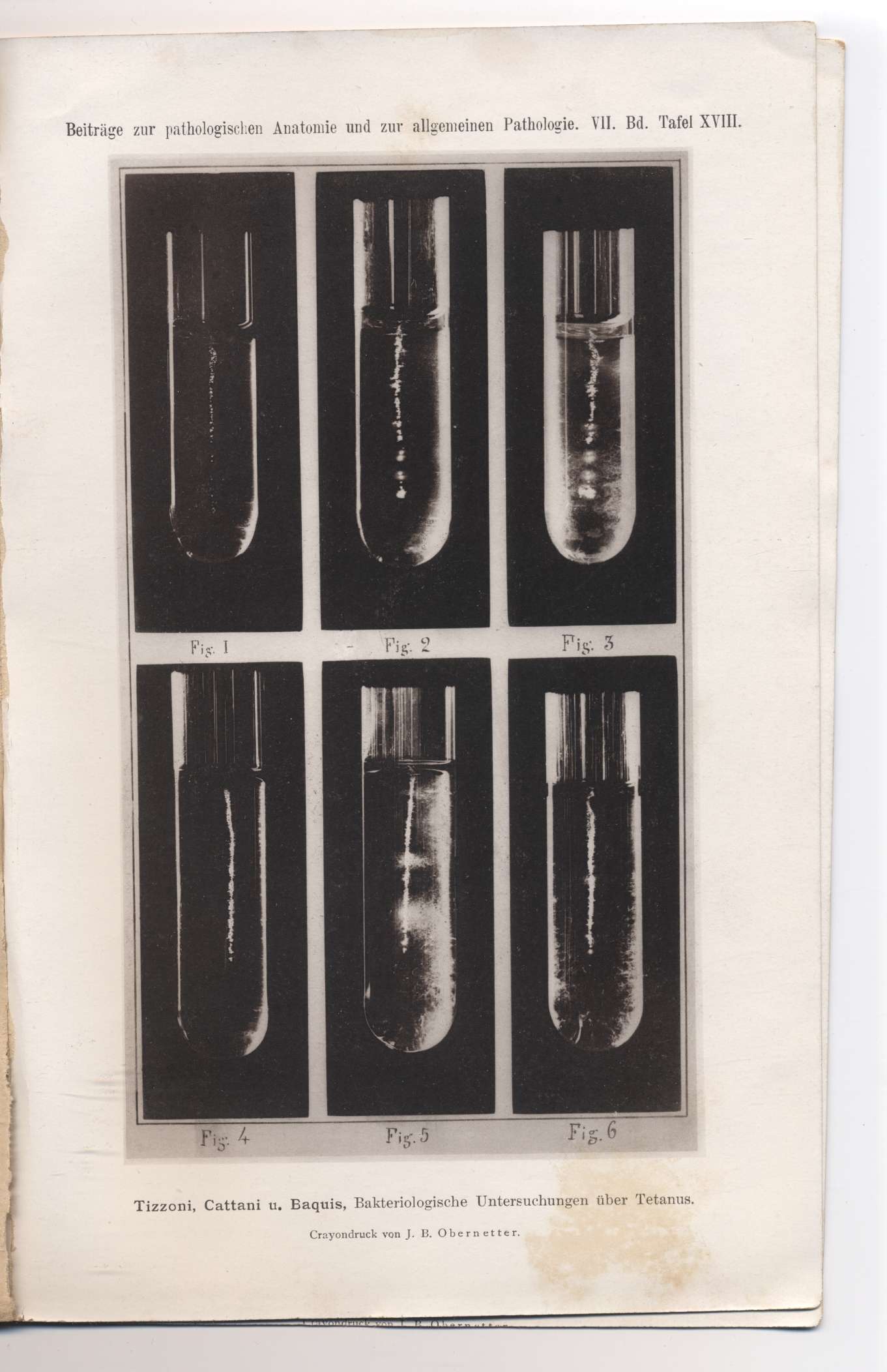
Taula XVIII del Bakteriologische Untersuchungen über den Tetanus (1889)

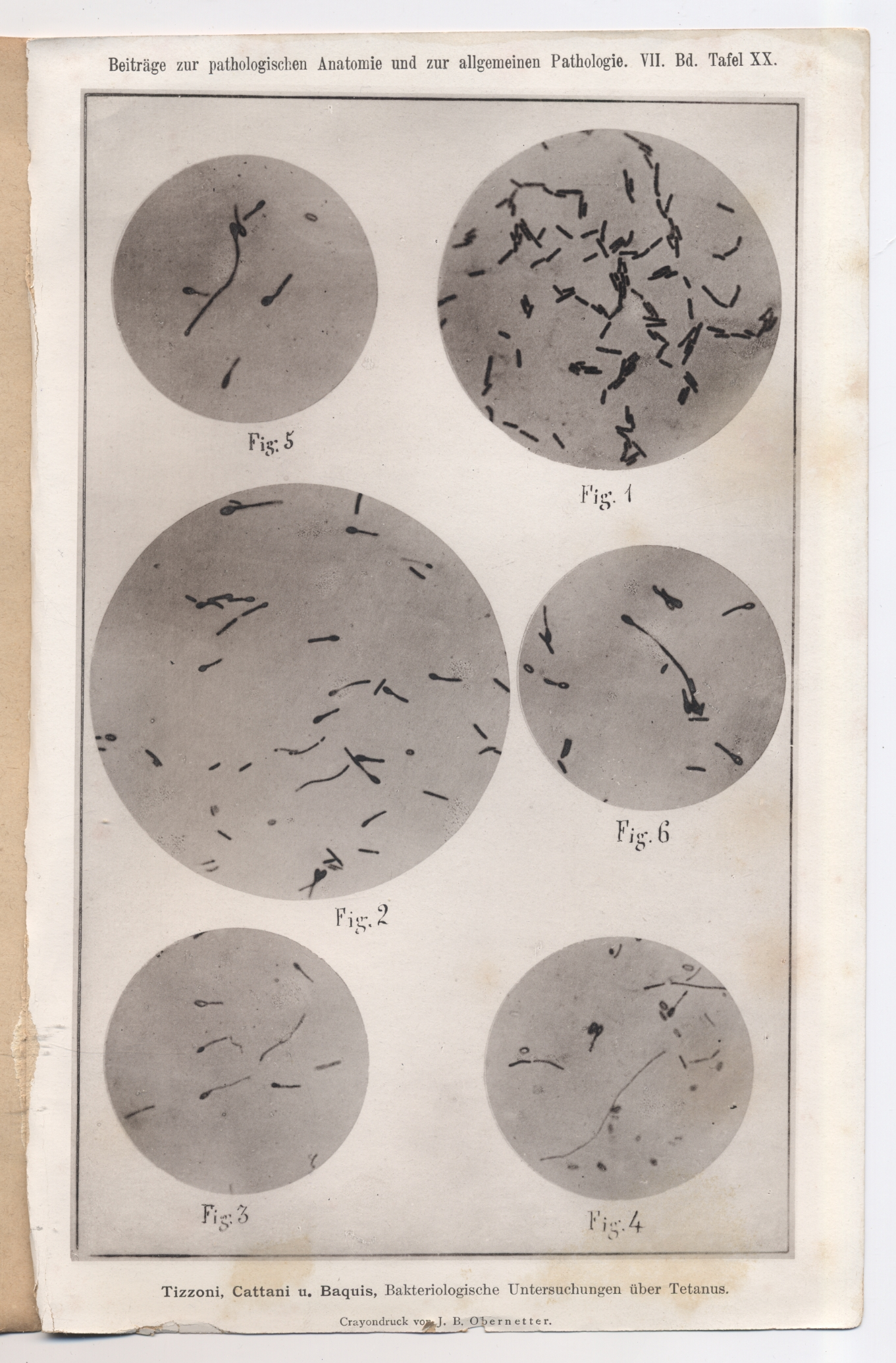
Taula XX del Bakteriologische Untersuchungen über den Tetanus

Els primers coneixements científics del tètanus es remunten a l'última dècada del segle XIX. A partir del juny de 1890 Giuseppina Cattani i Guido Tizzoni es van dedicar a la investigació sobre el tètanus, els primers resultats de la qual es van il·lustrar en quatre comunicacions de La riforma medica. En el primer, titulat Ricerche batteriogiche sul tetano, es va destacar el desconeixement sobre l'agent causant de la malaltia. En la segona comunicació, Sui caratteri morfologici del bacillo Rosenbach e Nicolajer, van reivindicar la prioritat d'haver obtingut el bacil de Nicolayer en estat de puresa i van descriure'n la forma. La tercera comunicació estava dedicada al tema de l'etiologia del tètanus: els autors havien aconseguit obtenir dos cultius purs capaços de reproduir el quadre complet del tètanus en animals, un de manera molt aguda i l'altre més lentament, i mantenir aquests cultius en posteriors. trasplantaments. A Ulteriori ricerche sul tetano, quarta comunicació, els investigadors van confirmar l'existència de dos bacils tetanigènics, tots dos amb una espora terminal, un amb una espora ovalada, l'altre amb una espora rodona. La doctora, dedicant-se llavors a l'estudi de la difusió del virus del tètanus a l'organisme, va demostrar que no es tractava d'un paràsit sanguini. Els resultats d'aquests escrits sobre el tètanus van ser traduïts i ampliats a les llargues memòries Bakteriologische Untersuchungen über den Tetanus, molt interessants tant pel seu indiscutible valor científic d'abast europeu com perquè va ser el primer treball de Cattani en què apareixien fotografies i micrografies.

## Altres investigadors
Se sol atribuir l'aïllament en cultiu del bacteri causant del tètanus -Clostridium tetani-, a Shibasaburo Kitasato, de l'Institut de la Universitat de Berlín dirigit per Robert Koch, el qual va publicar el seu descobriment al maig de 1889. En paral·lelament, una mica abans, a l'abril del mateix any, Giuseppina Cattani i Guido Tizzoni Havien anunciat en una reunió de l'Acadèmia de Medicina de Torí que havien aïllat el bacil; tot seguit publicarien la seva investigació i descoberta a la revista La riforma medica.
L'agost de 1890,un altre investigador, el danès Knud Faber, va publicar la descripció de la toxina tetànica i de vegades se li ha atribuït, a ell, la descoberta.

## Teràpies
Posteriorment, Giuseppina Cattani i el professor Tizzoni van investigar possibles teràpies per combatre el patogen del tètanus. Al gener de 1891, a la conferència Sobre el mètode de conferir immunitat contra el tètanus a alguns animals, a l'Acadèmia de Ciències de l'Institut de Bolonya, van exposar els seus principals resultats, entre els quals haver aconseguit sèrum sanguini immune contra el tètanus. Al 1891 el sèrum ja s'aplicava en humans. Tanmateix, els resultats no sempre van ser apreciats a la comunitat científica de Bolonya; una amarga polèmica amb l'il·lustre fisiòleg Pietro Albertoni, membre de la Societat Mèdica Bolonyesa, va portar Cattani a dimitir de la Societat.

## Compromís social i polític

### Entre les files dels internacionalistes
Els primers indicis de l'existència d'un nucli internacionalista a Bolonya es remunten al 1870. Els objectius que es van marcar els associats eren «la unió, la solidaritat i l'emancipació de la classe treballadora». Després dels disturbis de San Lupo de 1878, els internacionalistes van ser el blanc de les autoritats i els més coneguts es van veure obligats a viure en la clandestinitat, mentre que els més joves i menys coneguts van poder reorganitzar l'associació d'amagat. Entre aquests joves també hi havia l'aleshores Giuseppina Cattani, de dinou anys. Amb només disset anys va fer mítings i ja s'havia exposat políticament d'una manera compromesa, tant que ja va ser denunciada per la policia. Col·laborà activament amb la Rivista Internazionale del Socialismo, fundada l'any 1880 per Andrea Costa, un dels màxims exponents del socialisme italià, i sembla que hauria defensat amb èxit la creació d'un club anticlerical. L'estreta militància política de Giuseppina Cattani probablement va acabar quan va concloure els estudis universitaris, tot i que no la seva profunda convicció.

### Amb les dones
El 1890 es va establir a Bolonya el «Comitè de Propaganda per a la millora de les condicions de les dones». Entre els partidaris hi havia Cattani. Els objectius principals del Comitè eren promoure l'emancipació de l'estat de submissió moral, jurídica i econòmica en què encara es trobaven les dones i promoure l'educació intel·lectual i cultural de les dones a través de conferències, lectures i publicacions.

## La doctora Cattani torna a Imola
L'any 1897, en el punt àlgid de la seva carrera i èxit internacional, Giuseppina Cattani es va retirar a la seva ciutat natal. Va treballar al laboratori d'Anatomia Patològica i, de manera privada, també com a ginecòloga. A l'hospital Santa Maria della Scaletta d'Imola esdevingué directora del gabinet de radiologia i de la secció d'anatomia patològica i bacteriològica. L'amor per la ciència i la profunda dedicació al treball van portar Giuseppina Cattani a emmalaltir greument. La malaltia va ser llarga i dolorosa i potser va ser deguda a un tumor causat per la radiació. Giuseppina Cattani, com a patòloga, probablement va estudiar l'acció que tenien les substàncies radioactives sobre les cèl·lules i es va exposar als raigs X sense prou precaució (també perquè encara no es coneixien els efectes negatius d'aquestes últimes). Va morir als cinquanta-cinc anys, el 9 de desembre de 1914. Està enterrada al cementiri del Piratello, a Imola.

## Reconeixement i memòria
Els seus estudis sobre els corpuscles de Pacini li van valer el premi Vittorio Emanuele el 1884.
El laboratori d'anàlisi de l'hospital Santa Maria della Scaletta, d'Imola, va rebre el 2002 el nom de Giuseppina Cattani.

## Principals escrits
- Ricerca intorno alla normale tessitura e altre alterazioni sperimentali nei corpuscoli pacinici degli uccelli (1884)
- Sull'apparecchio di sostegno della mielina (1885)
- Alcune ricerche sulla tenacia del virus colerico (1887)
- Ricerche intorno all'infezione colerica determinata per le vie del sangue (1887)
- Ricerche sperimentali sulla generalizzazione dell'infezione colerica (1887)
- Ricerche batteriogiche sul tetano (1889)
- Sui caratteri morfologici del bacillo di Rosenbach e Nicolajer (1889)
- L'eziologia del tetano (1889)
- Ulteriori ricerche sul tetano (1889)
- Bakteriologische untersuchungen über das Tetanusgift (1890)
- Sulle proprietà dell'antitossina del tetano (1891)